# Новомосковский лицей
Новомосковский городской общеобразовательный лицей — общеобразовательное учебное заведение города Новомосковска. Первое образовательное учреждение подобного типа в городе. Основан в 1990 году.

## История
С 1961 по 1975 год в доме № 9 по улице Бережного располагалась школа № 19, затем — учебно-производственный комбинат (профессиональное обучение).
Лицей создан приказом от 4 июля 1990 года № 524 Тульского областного управления народного образования. Новомосковский лицей стал одним из 20 создаваемых в России и был первым в
Тульской области. Первым директором стал кандидат химических наук Б. А. Марков, заместителем директора по научной работе — кандидат
филологических наук Г. А. Губанова.

## Учебный процесс
Обучение в лицее ведётся до 11 класса по двум направлениям: естественно-математическому и гуманитарному. Прием в 5-й класс осуществляется на конкурсной основе.
Для повышения эффективности образовательного процесса в лицее функционирует пять кафедр:
- гуманитарных дисциплин;
- иностранных языков;
- математики, информатики и экономики;
- естественнонаучных дисциплин;
- валеологии.

Кроме того, в лицее работает более 60 кружков по пяти направлениям:
- общеобразовательное;
- научно-исследовательское;
- социальное;
- спортивно-оздоровительное;
- художественно-эстетическое.

Органом ученического самоуправления является ученический Парламент. Издается газета «Лицейские ведомости», работает лицейская киностудия. Лицей имеет свой герб и гимн.
Традиционные мероприятия лицея:
- Фестиваль спорта (сентябрь)
- Родительский день (январь)
- Лицея день заветный (19 октября)
- Праздник военной песни (февраль)
- Выборы Председателя Парламента (ноябрь)
- День открытых дверей (март)
- Тренинг по социализации личности (декабрь)
- День самоуправления (апрель)
- Конкурс «Восходящая звезда» (декабрь)
- Конкурс «Эврика» (май) — на лучшую научную, исследовательскую, творческую работу.

## Показатели деятельности
По состоянию на 2009 год, в лицее обучаются 300 учащихся 7-11 классов. С 2011 года в лицей поступают пятиклассники. Всего лицей закончили 1150 человек, из которых более 95 % становятся студентами высших учебных заведений России. А в частности, в 2008 году 100 % выпускников стали студентами вузов. Всего с медалями лицей закончили 138 выпускников.
С 2004 по 2009 год во II этапе Всероссийской олимпиады школьников лицеисты заняли 186 призовых мест, а в III этапе Всероссийской олимпиады школьников лицеисты за этот период заняли 65 призовых мест.
20 из 32-х педагогов имеют высшую квалификационную категорию. В лицее работают три Заслуженных учителя России, 5 кандидатов наук, 11 отличников народного образования, 6 победителей Российского конкурса «Лучшие учителя» — обладатели Гранта Президента России.
По итогам аттестации в форме ЕГЭ МОУ «Лицей» находится среди лучших образовательных учреждений области и является лучшим в Новомосковске. Так, ученица 11-го класса Татьяна Борисенко набрала 100 баллов из 100 по физике — это единственный случай в Тульской области. В 2006 и 2008 годах в конкурсе общеобразовательных учреждений, внедряющих инновационные образовательные программы, победу одержал МОУ «Лицей». В 2001 году по итогам Всероссийского конкурса воспитательных систем образовательных учреждений лицей отмечен Дипломом I степени.
В 2005 году научно-интеллектуальное общество учащихся лицея «Эврика» стало членом Российской общественной организации Малая академия наук «Интеллект будущего».

## Известные выпускники
- Ольга Ватлина (род. 1983) — певица, солистка группы «Н.А.О.М.И.» (группа «Ассорти» до 2011 года).
- Олег Воротников (род. 1978) — лидер арт-группы «Война»[5].

### Публикации
- Татьяна Кленяева (17 августа 2011). Благодаря компании «ЕвроХим» юные новомосковцы полюбили химию. ГТРК Тула. Архивировано 6 марта 2016. Дата обращения: 7 января 2012.
- С двадцатилетием, лицей!. Новомосковская правда. 15 октября 2010. Архивировано 4 марта 2016. Дата обращения: 8 января 2012.
- Преподаватель из Новомосковска Елена Бочкова стала обладателем гранта Президента РФ. Тульская Служба Новостей. 31 мая 2011. Дата обращения: 7 января 2012.{{cite news}}:  Википедия:Обслуживание CS1 (url-status) (ссылка), Президентский грант получила преподаватель русского языка из Новомосковска. ТВ Тула. 28 мая 2011. Архивировано 18 апреля 2012. Дата обращения: 7 января 2012.
- Американские школьники провели урок в новомосковском лицее. Regions.ru — новости Федерации. 3 сентября 2003. Архивировано 4 марта 2016. Дата обращения: 7 января 2012.

### Видео
- Новомосковскому лицею — 20 лет! Телерадиокомпания Новомосковск (14 октября 2010). Дата обращения: 8 января 2012. Архивировано из оригинала 2 июня 2012 года.